# Mk II (крейсерский танк)
Крейсерский танк Mk.II (англ. Tank Cruiser Mk.II), A10 — британский крейсерский танк 1930-х годов. Создан в 1934—1936 годах фирмой «Виккерс», параллельно с танком Mk I в качестве лучше защищённой, «пехотной» или «тяжёлой крейсерской» версии последнего. Прототип А10Е1 (№ T.1479) был построен в первой половине 1937 года. Серийное производство началось в конце 1939 года и закончилось в начале 1941 года. Танки этого типа оставались на вооружении вплоть до начала Второй мировой войны и ограниченно использовались в ходе Французской и начального периода Североафриканской кампаний, показав неудовлетворительные боевые качества, хотя и лучшие, чем у Mk I. В связи с безнадёжной устарелостью последние уцелевшие танки этого типа были сняты с вооружения к 1941 году.

## Производство
Всего было выпущено:
- Прототип А10Е1 — 1 штука (T.1479)
- Elswick Works — 10 штук (№№ T.8091 — T8100)
- Birmingham Railway Carriage and Wagon Company (BRC&W) — 75 штук (№№ T.5909 — T.5983)
- Metropolitan Cammell Carriage and Wagon Company (MCCW) — 75 штук, включая 30 Mk.IIA CS (№№ T.9191 — T.9265)
- R. W. Crabtree and Sons — 10 штук (№№ T.15115 — 15124)

Прототип был изготовлен в 1937 году, в 1939 сдали 9 танков, в 1940 — 150, включая 30 CS, в 1941 — 11.

## Модификации
- Tank, Cruiser, Mark I — первая серийная модификация, выпущено 35 единиц
- Tank, Cruiser, Mark IIА — модификация с улучшенной установкой орудия, выпущено 105 единиц
- Tank, Cruiser, Mark IIА CS — вариант «непосредственной поддержки» (англ. Close Support) с 94-мм гаубицей вместо пушки, выпущено 30 единиц